# Rumania en los Juegos Olímpicos de Melbourne 1956
Rumanía estuvo representada en los Juegos Olímpicos de Melbourne 1956 por un total de 50 deportistas que compitieron en 11 deportes.  
El portador de la bandera en la ceremonia de apertura fue el tirador Iosif Sîrbu.

## Medallistas
El equipo olímpico rumano obtuvo las siguientes medallas:
| Nombre | Deporte            | Competición                    |
| --- | ------------------ | ------------------------------ |
| Oro |                    |                                |
| Nicolae Linca                                                                                                | Boxeo              | Wélter (67 kg) M               |
| Leon Rotman                                                                                                  | Piragüismo         | C1 1000 m M                    |
| Leon Rotman                                                                                                  | Piragüismo         | C1 10 000 m M                  |
| Alexe Dumitru Simion Ismailciuc                                                                              | Piragüismo         | C2 1000 m M                    |
| Ștefan Petrescu                                                                                              | Tiro               | Pistola rápida de fuego 25 m M |
| Plata |                    |                                |
| Mircea Dobrescu                                                                                              | Boxeo              | Mosca (51 kg) M                |
| Gheorghe Negrea                                                                                              | Boxeo              | Semipesado (81 kg) M           |
| Olga Szabó-Orbán                                                                                             | Esgrima            | Florete ind. F                 |
| Bronce |                    |                                |
| Constantin Dumitrescu                                                                                        | Boxeo              | Súperligero (63,5 kg) M        |
| Elena Leușteanu                                                                                              | Gimnasia artística | Suelo F                        |
| Elena Leușteanu Georgeta Hurmuzachi Sonia Iovan Emilia Vătășoiu-Liță Elena Mărgărit-Niculescu Elena Săcălici | Gimnasia artística | Concurso completo por eqs.     |
| Francisc Horvath                                                                                             | Lucha grecorromana | 57 kg M                        |
| Gheorghe Lichiardopol                                                                                        | Tiro               | Pistola rápida de fuego 25 m M |